# France libre
Ne doit pas être confondu avec Français libre ou Zone libre.
18 juin 1940 – 3 juin 1943
(2 ans, 11 mois et 16 jours)
Entités précédentes :
- République française (Troisième République)

Entités suivantes :
- Comité français de libération nationale

La France libre est le mouvement de résistance à la fois militaire et politique fondé à Londres par le général de Gaulle à la suite de son appel du 18 juin 1940. La veille, le 17 juin, face à la progression allemande, Philippe Pétain, chef du gouvernement de la IIIe République, avait appelé l’armée française à cesser les combats pendant les négociations de l'armistice avec les Allemands, qui en signèrent la convention le 22 juin.
Quelques semaines plus tard, le 10 juillet, l'Assemblée nationale, réunie à Vichy, vota une loi constitutionnelle en vue de rédiger une nouvelle Constitution et délégua les pleins pouvoirs constituants à Pétain. Le lendemain, Pétain se déclare, par le premier des actes constitutionnels de Vichy, « chef de l'État français » (régime de Vichy).
Dans le même temps, le général de Gaulle négocie avec les Britanniques pour être reconnu comme le chef d'un gouvernement en exil alors qu'il estime que le régime de Vichy est « illégitime, nul et non avenu ». Il forme le Conseil de défense de l'Empire, annoncé le 27 octobre 1940 par le manifeste de Brazzaville, à la suite du ralliement de diverses colonies, notamment l’Afrique-Équatoriale française (AEF) à partir de la fin août 1940. Cela donne à la France libre une assise territoriale, l'équivalent d'une capitale, Brazzaville en AEF, et un potentiel de soldats coloniaux et de ressources.
La France libre rassemble les Français libres ralliés au général de Gaulle, qui ont en commun le refus de la défaite de 1940 et la volonté de poursuivre le combat contre l’envahisseur allemand et ses alliés, sous les ordres du général de Gaulle, en Grande Bretagne, dans l'empire colonial mais aussi en France métropolitaine, où se mettent en place progressivement des réseaux liés au Bureau central de renseignements et d'action (BCRA). Les forces armées ralliées à la France libre sont appelées Forces françaises libres (FFL).
Le 13 juillet 1942, la « France libre » est renommée « France combattante » par le Comité national français pour marquer l'alliance entre la France libre et « des groupements qui à l'intérieur du pays participaient activement à la résistance » et forment la Résistance intérieure française.
Le 3 juin 1943, la France combattante devint l'une des composantes du Comité français de libération nationale (CFLN). La capitale de la France libre est alors transférée de Brazzaville à Alger. La séance inaugurale de l'Assemblée consultative provisoire se tient au palais Carnot d’Alger, le 3 novembre 1943. La même année, le 1er août 1943, les Forces françaises libres (FFL) fusionnent avec l'Armée d'Afrique giraudiste pour former l'Armée française de la Libération.

## Histoire de la France libre

### La formation de volontaires français

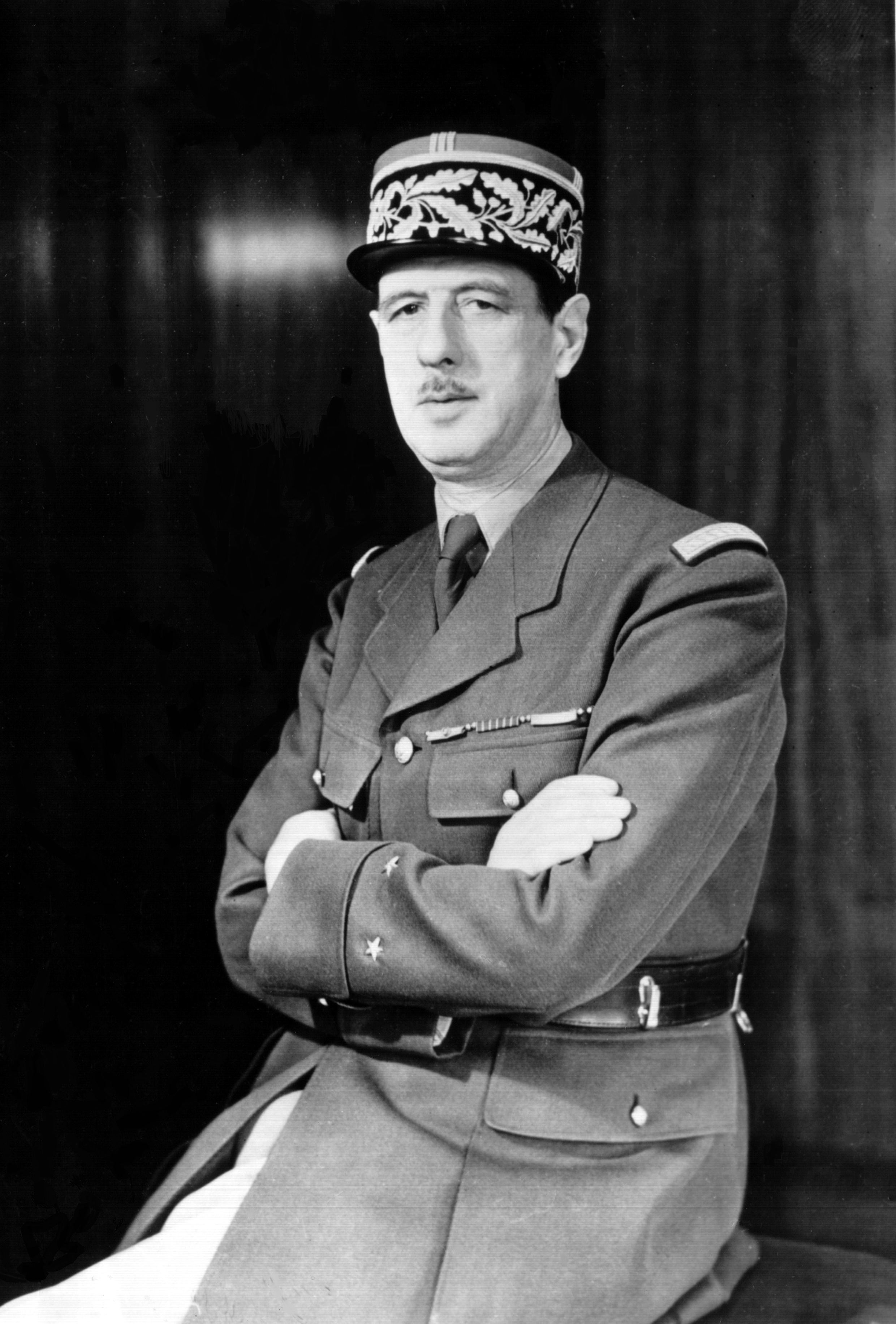
Charles de Gaulle.

La France libre est issue du ralliement au général de Gaulle des Français qui veulent poursuivre la lutte contre l'Allemagne aux côtés des alliés britanniques. Dès le 18 juin, et dans la foulée de son appel à poursuivre la lutte, les ralliements sont d'abord individuels. Officiers, soldats, ou simples citoyens rallient ainsi Londres et de Gaulle. Dès le 28 juin 1940, Winston Churchill, Premier ministre britannique, reconnaît le général de Gaulle comme le « chef des Français qui continuent la guerre ».
De nombreux militaires français se trouvent en Grande-Bretagne au début de l'été 1940, évacués de Dunkerque ou membres du corps expéditionnaire de Norvège, mais seulement une faible partie de ces forces (3 000 à l'été 1940 en Grande-Bretagne) ralliera la France libre. La grande majorité choisira d'être rapatriée en France.
C'est aussi en cette période du début d'été 1940 que de jeunes Français souhaitant continuer le combat tenteront de rejoindre Londres et le général de Gaulle. Il deviendra immédiatement pour eux le symbole de la poursuite du combat qu'ils espèrent mener. Au mois d'août 1940, le général décide de regrouper les très jeunes volontaires et étudiants qui l'ont rallié pour leur donner une formation d'officier. En février 1941, l'École des Cadets de la France Libre était née. Ces jeunes Français allaient ainsi pouvoir y poursuivre leur instruction dans l'attente de leur engagement au sein des Forces françaises libres — eux qui étaient encore trop jeunes pour pouvoir se battre.

### La reconnaissance officielle britannique

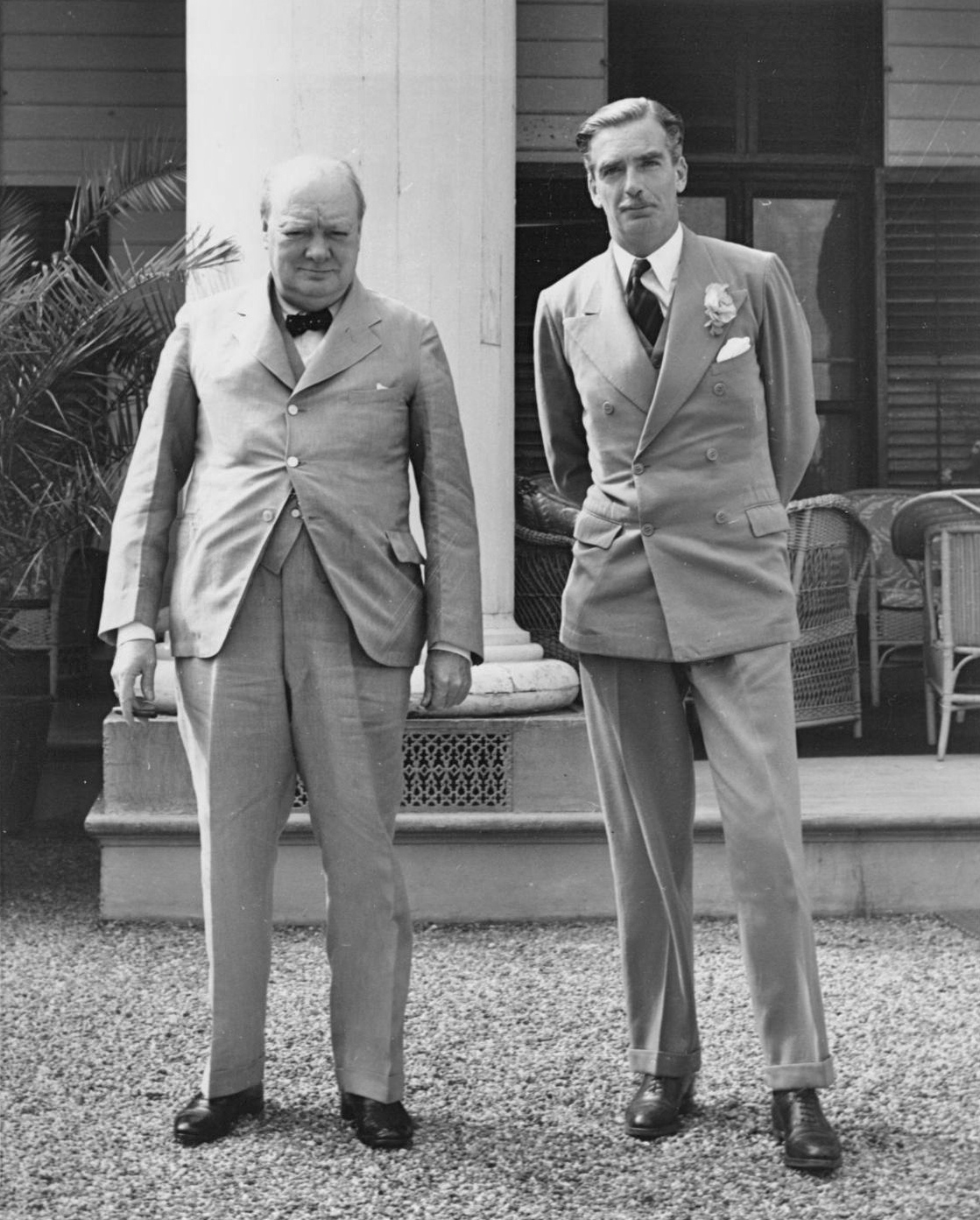
Winston Churchill et Anthony Eden.

Par la suite, avec l'accord des Chequers du 7 août 1940, entre le Royaume-Uni et le général de Gaulle, le Royaume-Uni s'engagea à sauvegarder l'intégrité de toutes les possessions françaises et à restaurer intégralement l'indépendance et la grandeur de la France. L'accord des Chequers est considéré par le gouvernement britannique comme effectif à compter du 11 juillet, date de la prise des pleins pouvoirs par le maréchal Pétain et de la fin du régime républicain sur le territoire national. Cela permet au général de Gaulle de se considérer officiellement comme le détenteur légitime de la continuité de l’État, et de traiter comme tel avec les Alliés. C'est dans cet esprit également que l'accord prévoit la formation d'un Comité français, embryon de gouvernement que de Gaulle s'attachera à mettre en place au plus vite.
Le gouvernement britannique s'engagea de plus à financer toutes les dépenses de la France libre, mais de Gaulle insista pour que ces sommes fussent des avances remboursables et non des dons qui auraient jeté une ombre, aussi ténue soit-elle, sur l'indépendance de son organisation. Les sommes dites furent effectivement remboursées, et bien avant la fin de la guerre. En effet, la location des navires marchands français libres aux services britanniques, les revenus de la flotte de pêche côtière, effectuée au large du pays de Galles, et la vente des produits coloniaux des territoires ralliés alimentèrent les caisses de la France libre.
Une Caisse centrale de la France libre est créée le 2 décembre 1941 à l'initiative de Pierre Denis (Rauzan), afin de gérer les crédits accordés par le Trésor britannique, d'émettre des billets au porteur et des monnaies métalliques ayant force libératoire dans les territoires ralliés à la France libre.

### Déclarations de guerre officielles
Le 8 décembre 1941, à la suite de l'attaque japonaise de Pearl Harbor, la France libre se déclare en guerre contre le Japon.

### Les ralliements de territoires

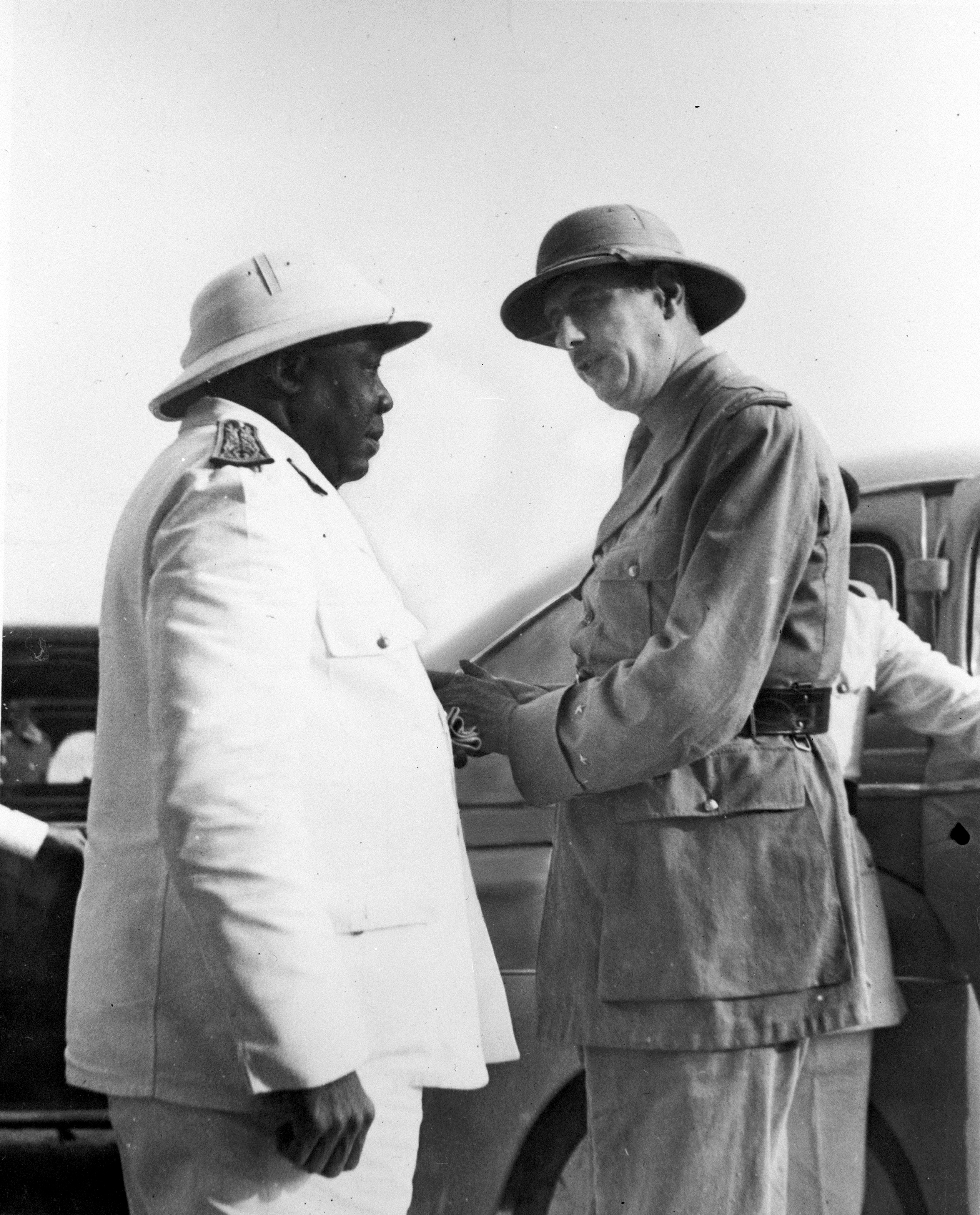
Félix Éboué, gouverneur du Tchad, accueille Charles de Gaulle en 1940.

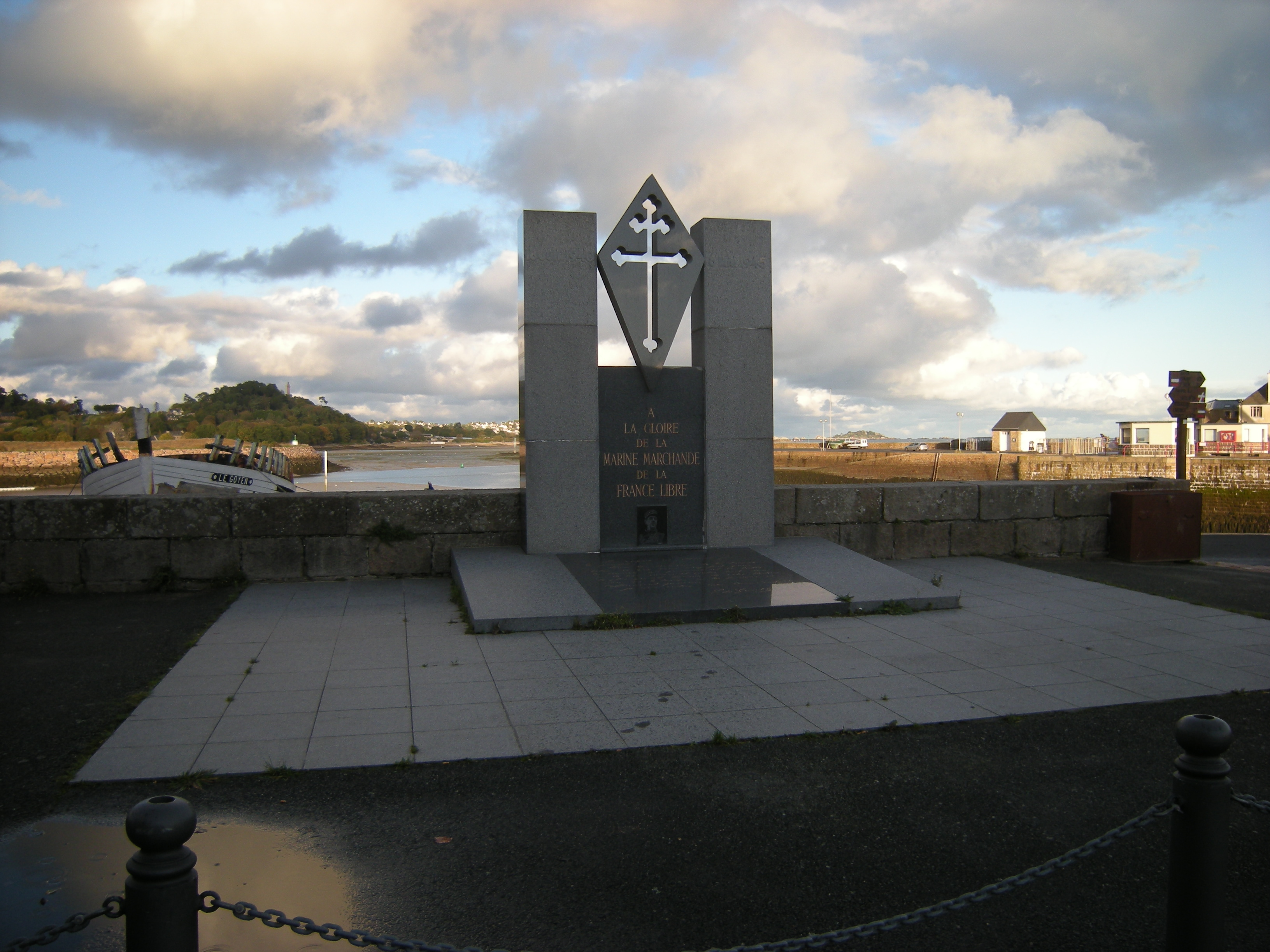
Monuments aux marins de la marine marchande de la France libre à Paimpol.

Le premier ralliement à la France libre est celui des Domaines français de Sainte-Hélène, le 23 juin 1940 à l'initiative de Georges Colin, consul honoraire de France. En juillet 1940, la France libre peut compter sur environ 7 000 hommes. Ses effectifs croissent notablement, en août – septembre 1940, à la suite du ralliement de plusieurs colonies africaines, océaniennes et asiatiques : Nouvelles-Hébrides (22 juillet), Tchad (26 août), Cameroun français (27 août), Congo (28 août) et Oubangui-Chari (31 août), Établissements français de l'Océanie (2 septembre), Établissements français de l'Inde dits « Comptoirs de l'Inde » (7 septembre), et Nouvelle-Calédonie (19 septembre). Ces ralliements confèrent, de plus, à la France libre une assise territoriale et donc une dimension étatique et non plus seulement militaire. À la fin septembre 1940, Britanniques et FFL ont cependant échoué à obtenir le ralliement de l'Afrique-Occidentale française, une tentative de débarquement à Dakar ayant été repoussée : l'AOF demeure provisoirement dans le giron vichyste. En décembre 1940, les Forces françaises libres comptent 27 000 hommes, 24 navires et une centaine d'appareils de différents types.

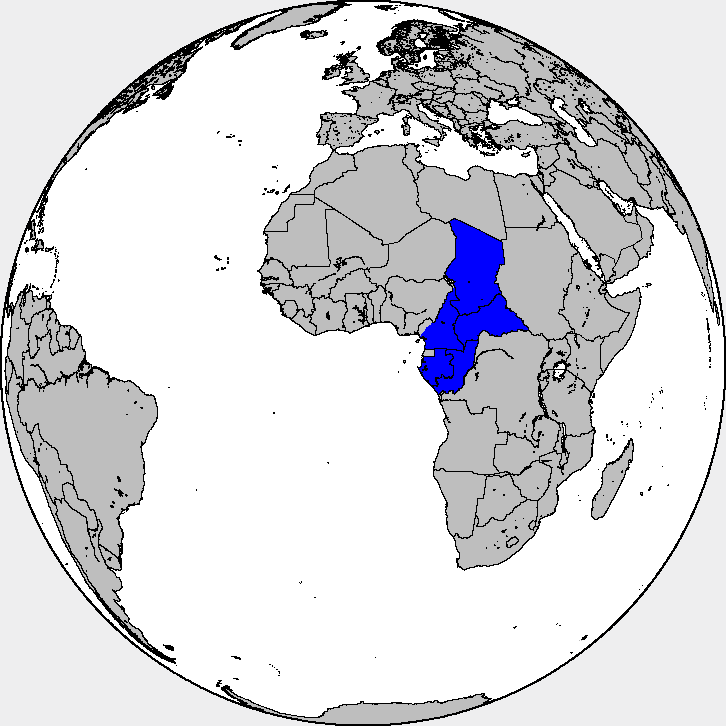
L'Afrique française libre en novembre 1940.

Le 12 novembre 1940, le Gabon, dont le gouverneur avait annoncé son ralliement avant de se dédire, est conquis par la force des seuls FFL : toute l'Afrique-Équatoriale française est alors sous le contrôle de la France libre, plus le Cameroun, formant ensemble l'Afrique française libre. En juillet 1941, la Syrie et le Liban, anciens territoires ottomans alors administrés par la France sous mandat de la Société des Nations depuis la fin de la Première Guerre mondiale, sont envahis et conquis par les FFL et les Britanniques. Ces derniers, après leur conquête de Madagascar, rétrocéderont cette île à la France libre le (14 décembre 1942). De même, deux bataillons français — les futurs bataillons de marche nos 21 – 24 — stationnés à Djibouti, rallient ce territoire à la France libre le 27 novembre 1942.
Les îles Saint-Pierre-et-Miquelon (24 décembre 1941), ainsi que Wallis-et-Futuna (2 mai 1942) et l'île de La Réunion (28 novembre 1942), seront ralliées par les forces navales françaises libres (FNFL).
Le ralliement des territoires coloniaux a été une étape fondamentale pour la France libre. Comme l'a montré Éric Jennings, elle a donné à la France libre une partie de son contingentement, a eu un rôle économique et politique décisif en lui offrant une assise territoriale. Le terme d'État pour la France libre a été, et est encore, discuté. Pourtant le Conseil d'État a reconnu en 2018 son caractère étatique et un livre récent[Quand ?] concourt à démontrer comment en Afrique équatoriale française, la France libre était organisée comme un État, bien qu'embryonnaire : elle possédait les éléments constitutifs d'un État (population, territoire, autorité politique, capacité de créer le lien avec un autre État) et ses attributs stricto sensu (souveraineté et personnalité juridique). À titre d'illustration, il y avait une administration en AEF, un journal officiel qui s'inscrivait dans la continuité du JO de la République française (« Journal officiel de l'Afrique française libre et de l'AEF », les autorités battaient monnaie en AEF, d'abord sous la forme de « bons de caisse » imprimés sur place, puis après 1941, de billets de banque de 5, 25, 100 et 1000 francs, imprimés à Londres. Ces derniers portaient l'inscription « Afrique française libre ».

### Les ralliements de Français de l'étranger
Des communautés françaises à l'étranger se rallient également, créant des Comités de la France libre, qui apparaissent progressivement dans des pays comme les États-Unis (où est créé le mouvement France Forever), le Canada, le Brésil, l'Argentine, le Mexique, l'Égypte, le Nicaragua ou Haïti. À Hong Kong, le consul général de France prend contact avec Londres dès le 20 juin 1940, et constitue le 19 septembre un comité regroupant 40 des 120 résidents français de la colonie britannique en Chine,.
Le 2 août 1940, Albert Ledoux en poste à Montevideo, devient le premier diplomate de carrière à se rallier à la France libre et le 19 août 1940 il est nommé par le général de Gaulle son « représentant personnel dans ses relations avec le Comité franco-uruguayen ». Le 12 octobre, Ledoux donne officiellement sa démission au gouvernement de Vichy et le 28 décembre 1940, par courrier manuscrit, le général de Gaulle, en exprimant le souhait d'avoir une représentation personnelle indépendante des Comités, étend singulièrement la mission de Ledoux et le nomme son « représentant personnel pour l'ensemble des États d'Amérique du Sud avec résidence à Montevideo ». Directement rattaché au Général et couvrant un ensemble important de pays et autant de Comités dont l'Argentine, l'Uruguay, le Brésil, l'Équateur, le Pérou, le Paraguay, la Bolivie et le Chili, Venezuela et Colombie exceptés, il est le tout premier embryon de ce que sera l'organisation d'une diplomatie parallèle dissidente et centralisée.
Des délégations de la France libre — équivalent d'ambassades — sont par la suite créées. La fonction de délégué de la France libre est occupée notamment par Albert Ledoux pour l'Argentine, le Brésil, l'Uruguay, le Paraguay et le Chili, par Jacques Soustelle au Mexique, au Levant par le général Catroux, en Inde britannique par Robert Victor. En Palestine sous mandat britannique, une « délégation de la France libre en Palestine et Transjordanie » est créée le 23 juillet 1941, peu après la victoire sur les vichystes au cours de la campagne de Syrie.

### Les combats
Batailles
Afrique et Moyen-Orient
- Dakar
- Gabon
- Koufra
- Keren
- Exporter
- Fort Lamy
- Bir Hakeim
- El Alamein
- Torch
- Tunisie
  - Course pour Tunis

Europe
- Front de l'Est
- Husky
- Corse
- Monte Cassino
- Glières
- Ist
- Mont Mouchet
- Overlord
  - Paris
- Brassard
- Saint-Marcel
- Vercors
- Dragoon
  - Toulon
  - Marseille
- Strasbourg
- Nordwind
- Poche de Colmar
- Alpes

Océan Indien et Asie
- La Réunion
- Crimson
- Indochine

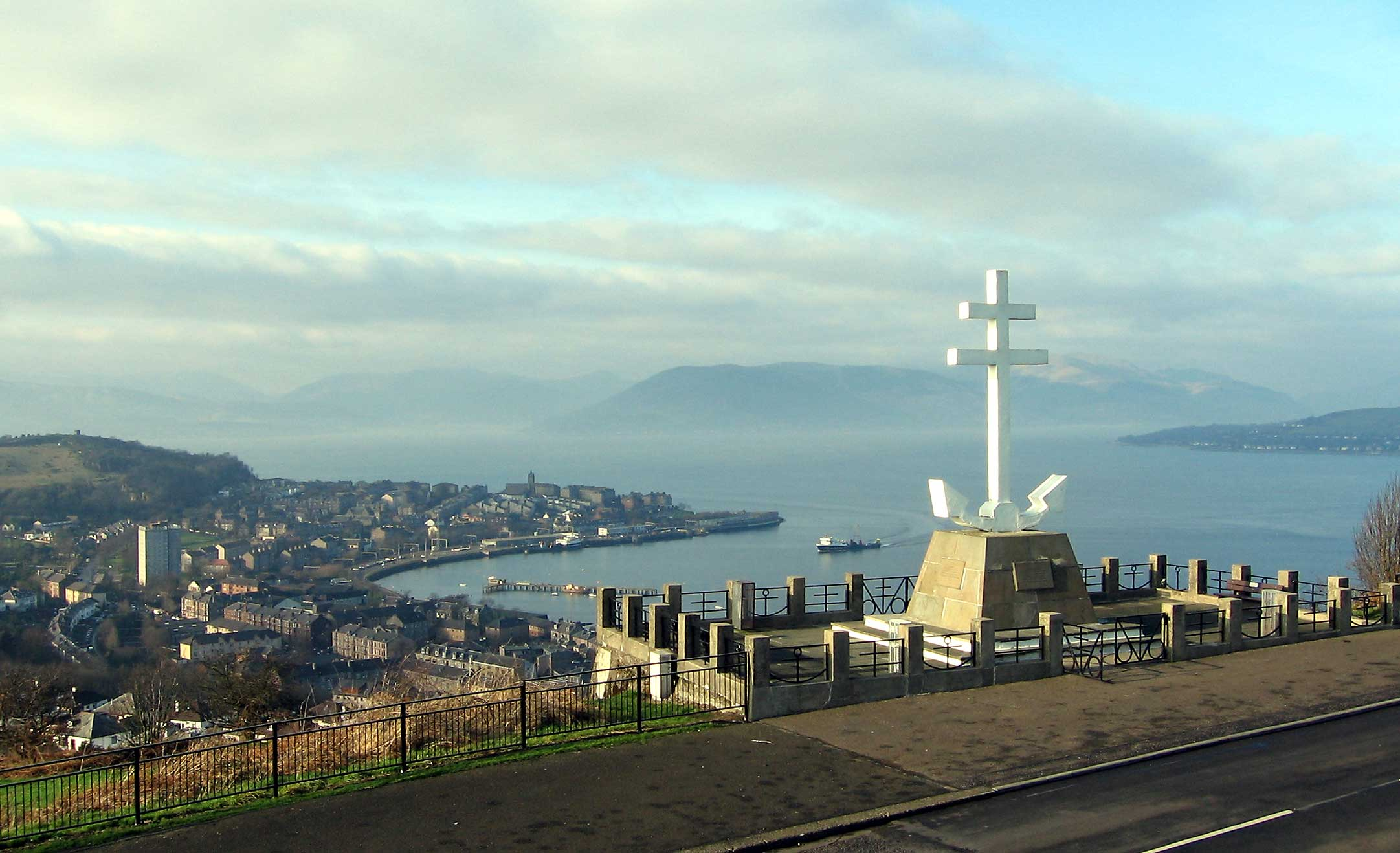
Mémorial des Français libres érigé à Greenock, en Écosse ; il commémore leur contribution lors de la bataille de l'Atlantique.

Les forces de la France libre sont désormais présentes sur plusieurs théâtres d'opérations aux côtés de leurs alliés britanniques : elles participent à la bataille aérienne d'Angleterre, lancent une expédition à Koufra (21 décembre 1940 – 2 mars 1941), concourent au sein de la Brigade française d'Orient à la conquête de l'Érythrée italienne (février – avril 1941), tandis que des marsouins du bataillon d'infanterie de marine interviennent dès décembre 1940 dans la Guerre du Désert en Libye, ainsi que leurs premiers parachutistes, qui forment le French Squadron du Special Air Service, sur les arrières des forces de l'Axe. Enfin, les marins français libres prêtent la main à la Royal Navy.
C'est la 1re brigade des Forces françaises libres (FFL) du général Kœnig qui, en retardant 14 jours Rommel à Bir Hakeim, a donné à la huitième armée britannique le temps de se replier et de se reformer sur la ligne fortifiée d'El-Alamein, où l'Afrika Korps a été stoppée sur la route de Suez.

### L'établissement d'une autorité gouvernementale
Le général de Gaulle est le chef de la France libre et son autorité est rarement mise en cause. Toutefois, il met rapidement en place des institutions montrant que la France libre n'est pas soumise à son seul pouvoir personnel. Avec René Cassin, il établit des bases juridiques qui sont concrétisées par la publication d'un Bulletin officiel des Forces françaises libres qui paraît le 15 août 1940. C'est ensuite dans un Journal officiel de la France libre que chaque mois à partir de janvier 1941, sont publiés les lois et décrets organisant la France libre.
Après l'échec de l'expédition de Dakar, de Gaulle se rend, avec une partie de ses troupes, en Afrique-Équatoriale française (AEF).
Par ordonnance du 27 octobre 1940 est créé le Conseil de défense de l'Empire dont les premiers membres sont le général Catroux, le vice-amiral Muselier, le général de Larminat, le gouverneur Éboué, le gouverneur Sautot, le médecin général Sisé, le professeur Cassin, le capitaine de vaisseau d'Argenlieu et le colonel Leclerc. Une série d'ordonnances (les ordonnances de la France libre) permet de poser les bases de la légalité du régime.
Ce conseil sera consulté régulièrement malgré les difficultés dues à l'éloignement, notamment avant les affrontements franco-français en Syrie.
Le 30 octobre (jour où le maréchal Pétain appelle ouvertement à la collaboration, à la radio de Vichy), de Gaulle institue par ordonnance le « Conseil de défense de l'Empire », composé des différents chefs de territoires ralliés à la France libre.
Le Gabon est alors conquis par les Forces françaises libres (FFL), du 9 au 11 novembre 1940, de sorte que le bloc AEF-Cameroun est réunifié au sein de la France libre.

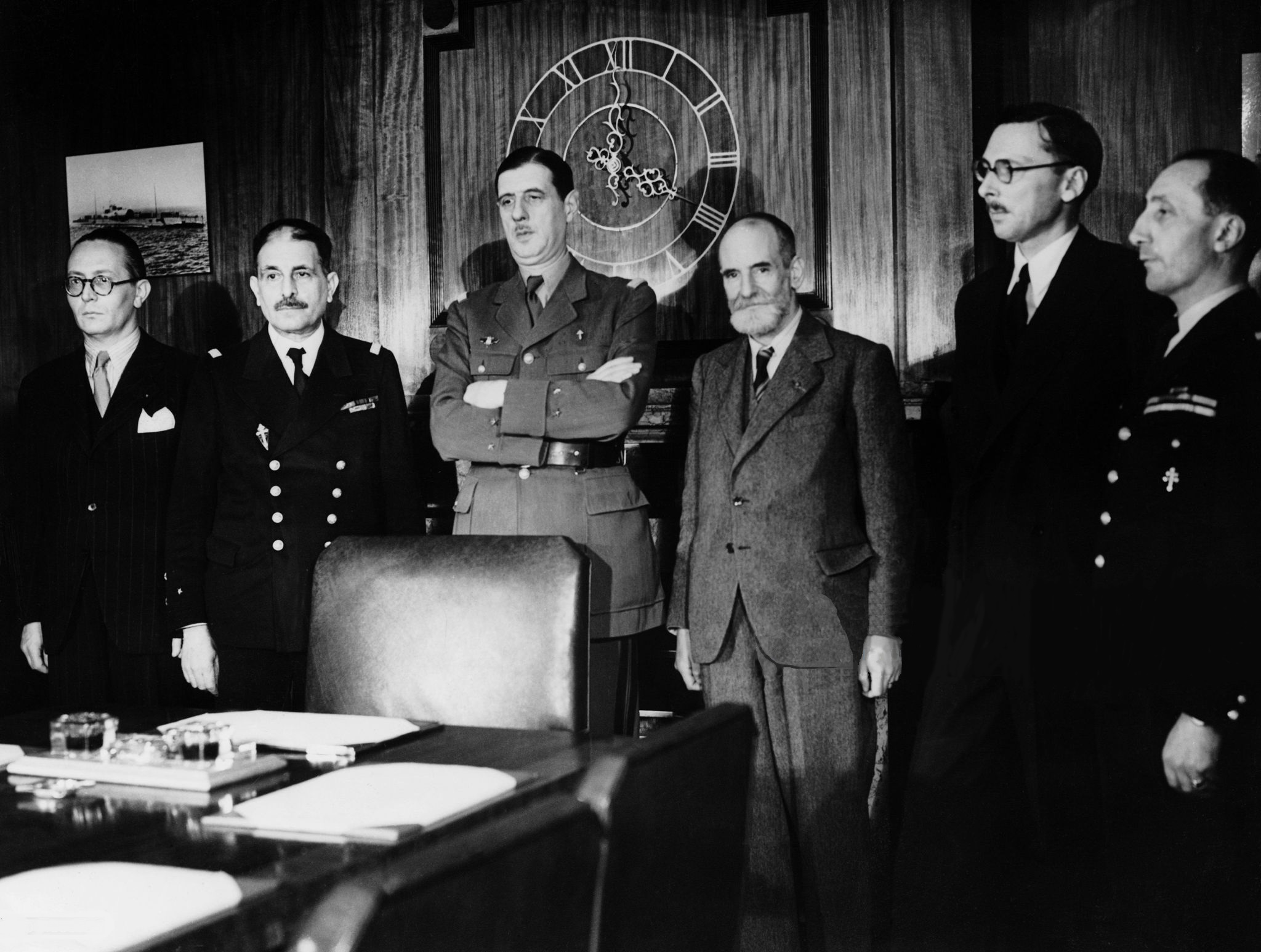
Le Comité national français.

Le 16 novembre, de Gaulle publie dans le Journal Officiel de la France libre, à Brazzaville (qui en est devenue la capitale officielle, au cœur de l'Afrique française libre), une « Déclaration organique » officielle, contestant la constitutionnalité et la légitimité du régime de Vichy, suivie de plusieurs ordonnances et décrets invalidant les lois d'exclusion de Pétain. Ce faisant, il irrite Churchill, qui, ne perdant pas complètement l'espoir de s'entendre avec Pétain, voit d'un mauvais œil s'ériger un nouveau pouvoir français dépassant largement le cadre de la Légion de volontaires initiale.
À la suite de la Charte de l'Atlantique, adoptée le 14 août 1941 par Churchill et Roosevelt et proclamant le principe d'autodétermination des peuples, de Gaulle les prit au mot et créa enfin à Londres un véritable gouvernement de la France libre, sous le nom de Comité national français le 24 septembre 1941.

### L'organisation militaire de la France libre

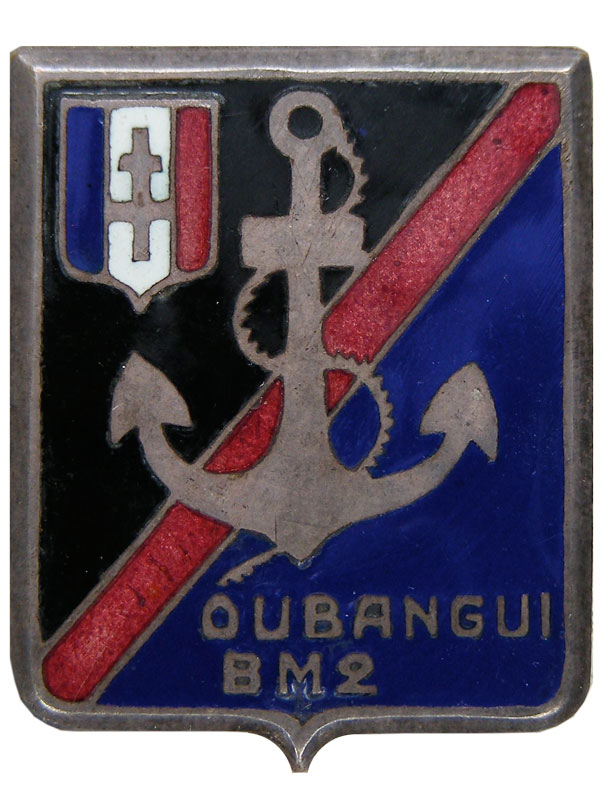
Insigne du bataillon de Marche no 2 de l'Oubangui-Chari (Afrique équatoriale française).

Les forces armées ralliées à la France libre ou créées par elle sont appelées Forces françaises libres (FFL). Leur emblème était la croix de Lorraine. On distingue en leur sein les Forces aériennes françaises libres (FAFL) et les Forces navales françaises libres (FNFL).
De plus, on peut signaler l'existence, dès 1940, d'un service d'espionnage et de sabotage, le Bureau central de renseignements et d'action (BCRA), qui, sous les ordres du colonel Passy (Dewawrin), avait établi très tôt des réseaux clandestins en France.

### L'enlisement du gouvernement de Vichy dans la collaboration avec l'Allemagne nazie
Le gouvernement de Vichy officialisa la collaboration avec l'Allemagne nazie dès octobre 1940, sous l’impulsion du maréchal Philippe Pétain (et non de Pierre Laval, comme on le croit généralement). La politique voulue par Pétain consistait à tenter de desserrer l’étau de l’armistice, ce qui lui a fait dire dans son discours du 30 octobre : « J'entre aujourd'hui dans la voie de la collaboration. Ainsi, dans un avenir prochain, pourrait être allégé le poids des souffrances de notre pays, amélioré le sort de nos prisonniers, atténuée la charge des frais d’occupation. Ainsi pourraient être assouplie la ligne de démarcation et facilités l’administration et le ravitaillement du territoire ». Toutefois, les travaux des historiens Eberhard Jäckel et Robert Paxton ont démontré que Pétain a activement recherché et poursuivi cette collaboration. La collaboration préconisée par Pétain exhortait au dépassement par les Français de leurs obligations découlant des conventions d'armistice pour accéder à un statut d'alliance avec l'Allemagne.

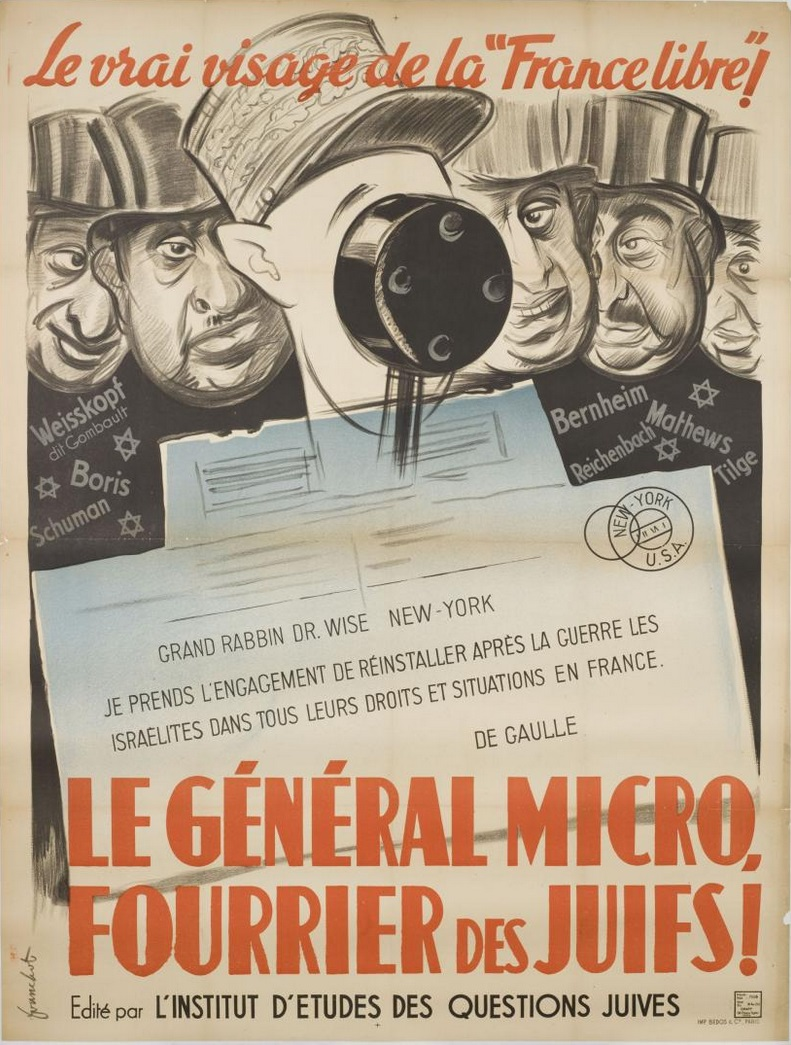
« Le vrai visage de la "France libre" », affiche antisémite et anti-gaulliste éditée par l'Institut d'étude des questions juives, novembre 1941.

Mais Hitler refusant de signer la paix tant que le Troisième Reich n’aurait pas gagné sur tous les fronts, ce qui aurait notamment permis la libération des prisonniers français, l'Allemagne restait l'ennemi ; et la collaboration avec celui-ci constituait une trahison au sens de l'article 75 du code pénal de l'époque.
Voici quelques dates marquant les débuts de la collaboration, tant dans le principe, que dans les actes :
- 24 octobre 1940 : entrevue de Montoire entre Pétain et Hitler, et annonce de la « Collaboration » pour accélérer la défaite britannique.
- 30 octobre 1940 : discours de Pétain appelant à la collaboration[34].
- 6 mai 1941 : ordres de l'amiral François Darlan et de Pétain au général Henri Dentz d'accueillir en Syrie les avions allemands et de délivrer des stocks d'armes français aux Irakiens combattant les Britanniques
- 9 mai 1941 : atterrissage à Damas des premiers appareils allemands.
- 13 mai 1941 : 1re livraison de 300 tonnes d'armes par l'armée du Levant aux Irakiens combattant l’armée britannique.
- 28 mai 1941 : signature des protocoles de Paris par Darlan accordant à l'Allemagne des bases en Syrie (Alep), en Tunisie (Bizerte) et au Sénégal (Dakar). L'accord sur Alep était entré en vigueur par anticipation, avec, pour conséquence, les bombardements allemands en Irak, la riposte anglo-gaulliste et la désastreuse campagne de Syrie, où l'armée vichyste se battit littéralement « pour le roi de Prusse ».

La collaboration n'en allait pas moins s'aggraver par la suite.

### Le renforcement du Comité français de Londres
Outre les militaires et autres volontaires, des intellectuels, comme Maurice Schumann, René Cassin et Jacques Soustelle, avaient également rejoint Londres. Citons ici pour l'exemple l'humoriste Pierre Dac qui pratiqua son art sur les antennes de la BBC. Ce ralliement d'un nombre appréciable de civils avait contribué à encourager de Gaulle à constituer à la tête de la France libre un véritable organisme politique avec pour objectif de se faire reconnaître comme un gouvernement en exil. Il avait pourtant fallu attendre le 24 septembre 1941 pour voir émerger le Comité national français, qui fit réellement fonction de gouvernement de la France libre.
Le 13 juillet 1942, le terme de « France combattante » fut adopté à la place de « France libre ». Définie officiellement comme l'« ensemble des ressortissants français, où qu'ils soient, et des territoires français qui s'unissent pour collaborer avec les Nations unies dans la guerre contre les ennemis communs » et le « symbole de la résistance à l'Axe de tous les ressortissants français qui n'acceptent pas la capitulation et qui, par les moyens à leur disposition, contribuent où qu'ils se trouvent, à la libération de la France par la victoire commune des Nations unies », cette nouvelle appellation visait à signifier la prise en compte, par la France libre, de la Résistance intérieure, dans le combat de la Résistance française : la France libre et la « France captive » étaient « les deux éléments constitutifs d'une seule et même France qui est la France combattante ». Dans ce cadre, tout ce qui concernait à la fois la France libre et la Résistance intérieure changeait de nom (les délégués de la France libre devinrent « délégués du CNF », le Journal officiel de la France libre devint Journal officiel de la France combattante, la Lettre de la France libre devint la Lettre de la France combattante, les « en-tête de papier à lettres et timbres humides » furent remplacés au fur et à mesure de l'épuisement des stocks). En revanche, tout ce qui concernait la seule France libre conserva son nom initial (territoires français libres, Forces françaises libres, comités de la France libre, Caisse centrale de la France libre, libellés des billets de banque).

### L'intervention alliée en Afrique du Nord et le général Giraud
Lors du débarquement allié en Afrique du nord effectué sans le concours du général de Gaulle, mis à l'écart par Roosevelt et Churchill qui lui préfèrent le général Giraud, 400 volontaires civils arrêtèrent Juin et Darlan et neutralisèrent pendant 15 heures le XIXe corps d'armée vichyste, par leur putsch du 8 novembre 1942. Si bien que les Alliés purent débarquer et encercler Alger sans opposition, avant d'obtenir le soir même la capitulation de cette ville avec son port intact. Quant à Juin et Darlan, désormais entre les mains des Alliés, ils finirent, sous la pression et les menaces du général Clark, par ordonner le cessez-le-feu à Oran et au Maroc, le 10 novembre, après trois jours de combats sanglants.

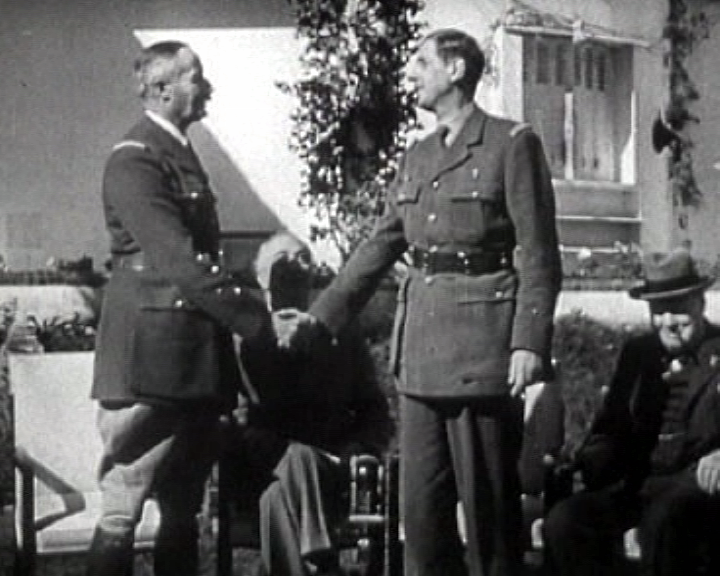
Charles de Gaulle (à droite) serrant la main d'Henri Giraud, devant Roosevelt et Churchill (conférence d'Anfa à Casablanca, 14 janvier 1943).

Comprenant que les Alliés étaient en mesure de battre les forces de l'Axe, Darlan forma alors à Alger, sous le nom de « Haut Commissariat de France en Afrique », un nouveau gouvernement vichyste, rival du Comité national de Londres, qui maintient en vigueur en AFN et AOF les lois vichystes d'inspiration hitlérienne, et les détenus politiques de Vichy dans leurs camps de concentration du Sud.
Mais le 24 décembre, l'amiral Darlan fut assassiné par un jeune résistant, Bonnier de La Chapelle (fusillé deux jours plus tard). Giraud lui succéda alors, à la tête du Commandement en chef français civil et militaire, et maintint à son tour toutes les lois et mesures vichystes en vigueur.
Cependant à la différence de Darlan, Giraud, plus « maréchaliste » que « vichyste », n'avait pas collaboré, ce qui rendait plus facile l'union entre les autorités de Londres et Alger. Des négociations difficiles furent mises en route à cet effet, sous la pression de Roosevelt et Churchill, après la conférence de Casablanca de janvier 1943, dénommée aussi « conférence d'Anfa ».

### La fusion
Finalement, le 3 juin 1943, le Comité national français de Londres et le Commandement en chef français civil et militaire d'Alger fusionnèrent pour former, sous la coprésidence des généraux de Gaulle et Giraud, le Comité français de la Libération nationale (CFLN), installé à Alger.
La clôture des engagements au sein des Forces françaises libres (FFL) eut donc lieu le 31 juillet 1943 puisque celles-ci n'existaient plus. Le terme Forces françaises libres (FFL) est toutefois souvent utilisé à tort pour désigner l'Armée française de la Libération, qui leur succéda.
La 2e division blindée de Leclerc et la 1re armée française de De Lattre – au sein de laquelle opérait la 1re division française libre – furent deux des fleurons issus de la fusion de l'armée de la France libre avec celle d'Afrique, après la libération de l'Afrique du Nord et la campagne de Tunisie. Si certains Américains furent condescendants sur les opérations militaires menées par les forces françaises, entre 1940 et 1945, les Britanniques en furent bien plus respectueux, surtout après les exploits des Français libres à Bir Hakeim. Par ailleurs, l'action décisive menée par le corps expéditionnaire français en Italie (auquel appartenait la 1re DFL), sous les ordres de Juin, contribua de manière importante à réévaluer la valeur des Français aux yeux des Américains,,.
Si les Britanniques respectèrent sans difficulté, sauf au Levant, leur parole de restaurer la grandeur de la France, les Alliés de la deuxième heure comme les Soviétiques et les Américains, n'eurent pas le même souci, ni la même perception de la « France libre » du général de Gaulle. Les Russes ont toutefois gardé un souvenir bienveillant pour les Français libres de l'escadrille Normandie Niémen, qui se distingua sur le front russe entre 1943 et 1945. Par ailleurs, les relations entre Staline et de Gaulle furent, en apparence, moins houleuses que celles qui opposèrent Roosevelt au chef de la France libre.

### Après-guerre

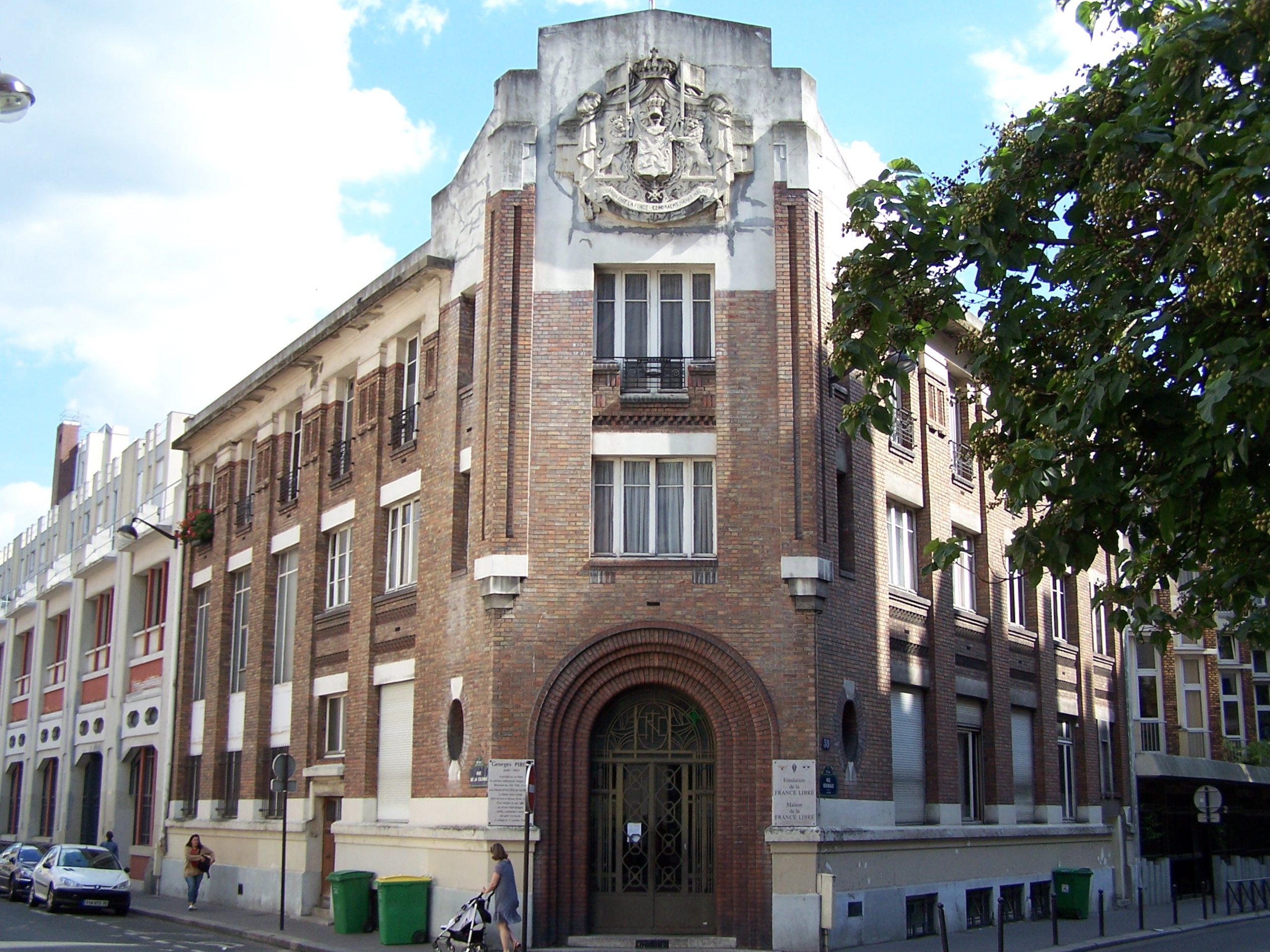
Le siège de l'Association des Français libres puis de la Fondation de la France libre de 1979 à 2015, rue Vergniaud, à Paris.

Dès juillet 1945, les Français libres ont constitué l'Association des Français libres, qui regroupait plusieurs centaines d'amicales régimentaires et de sections, en France et dans le monde. Elle avait une triple vocation : maintenir les liens entre les anciens de la France libre, défendre ses intérêts moraux et assurer l'entraide entre ses membres. De 1945 à 2000, elle a fait paraître 310 numéros de la Revue de la France libre. Le 18 juin 2000, l'association s'est officiellement dissoute. Depuis, elle est relayée par la Fondation de la France libre, située jusqu'en 2015 dans les anciens locaux de l'association, au no 59 de la rue Vergniaud, à Paris, puis au no 16 de la cour des Petites-Écuries, et ouverte à tous. Celle-ci a été présidée successivement par le général Jean Simon (2000-2003), Pierre Messmer (2003-2007) et Yves Guéna (2007-2011). Son président actuel est le général Robert Bresse.

## Origine des combattants

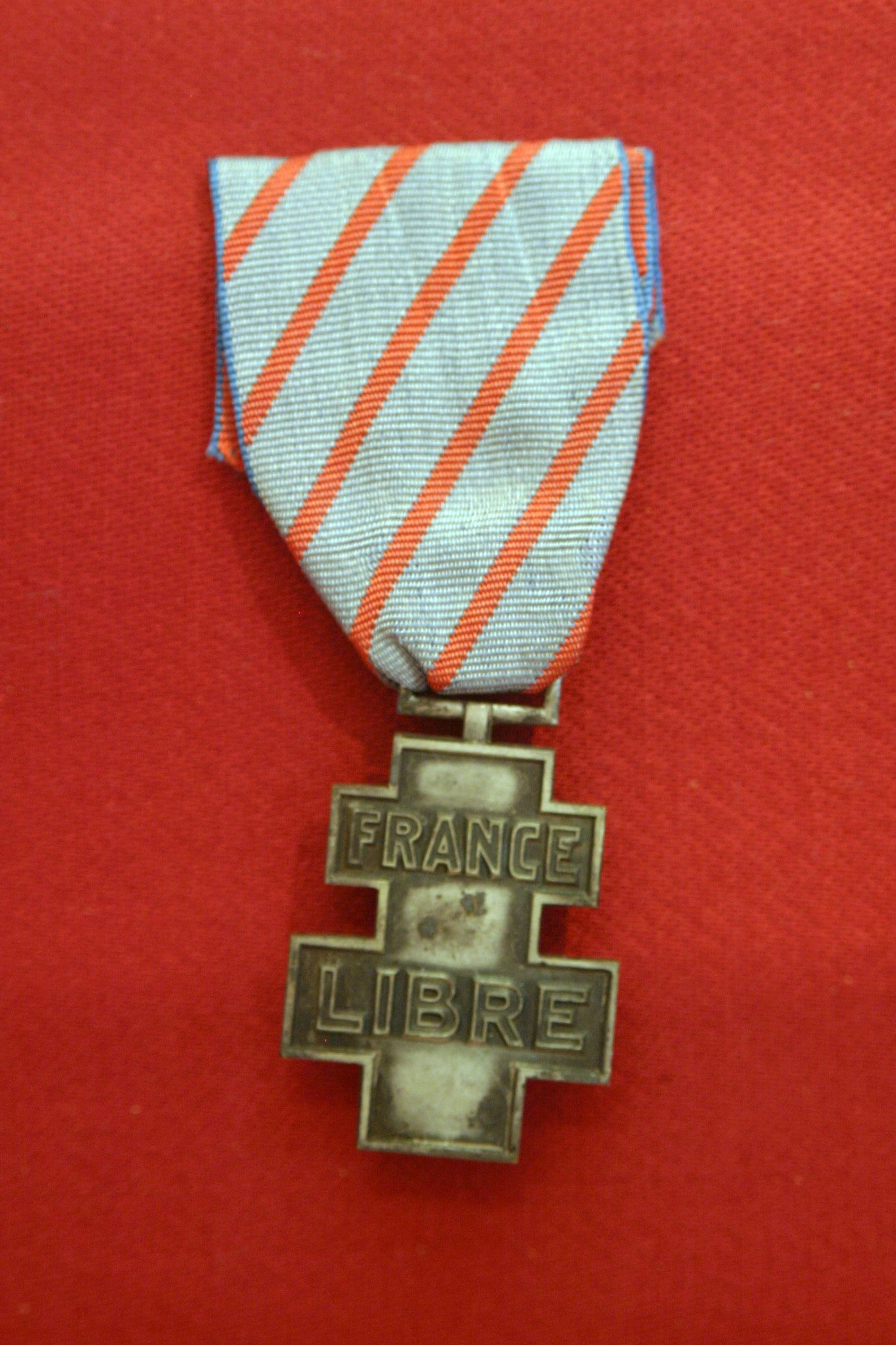
Médaille commémorative des services volontaires dans la France Libre créée en avril 1946.

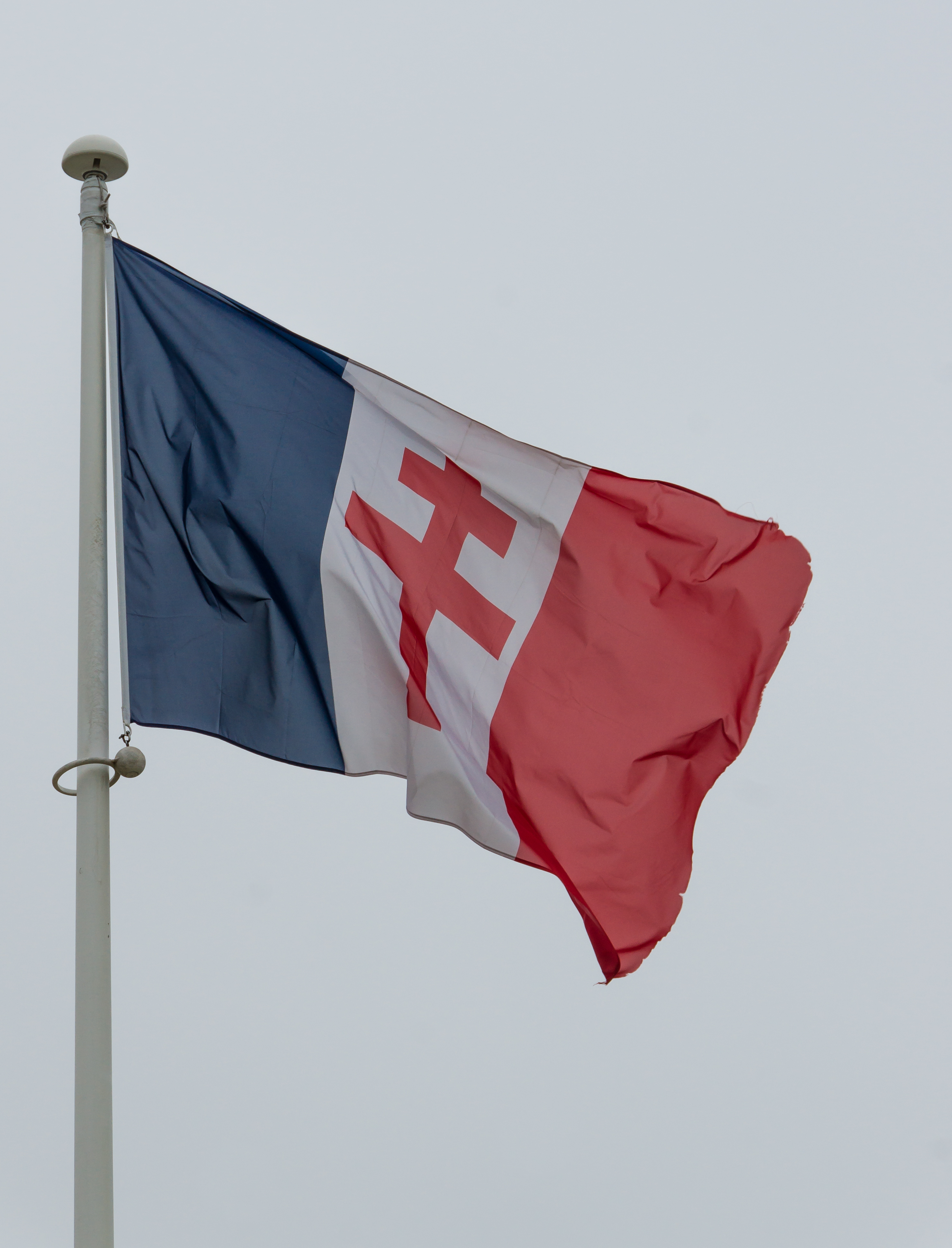
Pavillon de la France Libre, plage de Courseulles-sur-Mer, Calvados, où débarqua le Général de Gaulle le 14 juin 1944.

Selon François Broche, membre du conseil d'administration de la Fondation de la France Libre, plus de 30 nationalités se côtoient au sein des FFL et « sans goût excessif du paradoxe, on peut affirmer que la majorité des « Français » libres qui ont sauvé l'honneur du pays en 1940 ne sont pas des citoyens français ». Ainsi sur les 53 000 FFL (chiffre maximum à la dissolution des FFL à l'été 1943), on compte environ 32 000 coloniaux », qui ne sont pas citoyens français en 1940, 16 000 Français et environ 5 000 étrangers, provenant d'unités de la Légion étrangère ralliées aux FFL.
La liste, encore incomplète, établie par Henri Écochard, ancien combattant des Forces françaises libres, à partir du fichier général conservé au Service historique de la défense, dénombre 52 230 Français libres, dont 9 120 sujets coloniaux, 2 810 étrangers et légionnaires, 2 000 personnes de nationalité incertaine et 38 300 citoyens français. Toutefois, Jean-François Muracciole signale dans Les Français libres, l'autre Résistance qu'« un très grand nombre » de tirailleurs n'ont « pas signé d'engagement » ou que des fiches ont dû s'égarer, pour expliquer le faible nombre de « sujets coloniaux », en contradiction avec les autres données chiffrées disponibles. Il cite notamment un rapport de l'état-major général des FFL à Londres en date du 30 octobre 1942, qui dénombre, à cette date, 61 670 combattants, dont 20 200 tirailleurs coloniaux et 20 000 hommes des troupes spéciales levantines (ces dernières sont des troupes supplétives, qui n'ont pas signé d'engagement dans la France libre, et ne sont pas reconnues FFL). Selon les propres estimations de Jean-François Muracciole, entre leur création à l'été 1940 et leur fusion avec l'armée d'Afrique à l'été 1943, 73 300 hommes se sont engagés dans la France libre, dont 39 300 citoyens français, 30 000 coloniaux (essentiellement de l'Afrique noire) et 3 800 étrangers.

## Chronologie de la France libre

### 1940
| Date          | Événements | Contexte historique |
| ------------- | --- | --- |
| 25 mai        | | Nomination de Charles de Gaulle comme général de brigade à titre temporaire. |
| 5 juin        | | Entrée de Charles de Gaulle dans le gouvernement Paul Reynaud comme sous-secrétaire d'État à la Défense nationale. |
| 9 juin        | | Première mission de Charles de Gaulle à Londres, chargé par Paul Reynaud de s'entretenir avec les responsables anglais de la conduite de la guerre. |
| 10 juin       | | Le Contre torpilleur Le Triomphant se rallie à l'Angleterre. |
| 16 juin       | | Deuxième mission de Charles de Gaulle à Londres pour y demander une aide matérielle au transfert des troupes françaises en AFN. Démission de Paul Reynaud, remplacé par le maréchal Philippe Pétain. Retour de Charles de Gaulle à Bordeaux.                                                                              |
| 17 juin       | Le maréchal Pétain, nouveau chef du Gouvernement français, fait un discours officiel à la radio où il annonce qu'« il faut cesser le combat » et qu'il recherche avec l'ennemi « les moyens de mettre un terme aux hostilités » (les combats vont toutefois se poursuivre et ne cesseront réellement qu'à partir du 22 juin). | Départ de Charles de Gaulle pour le Royaume-Uni. |
| 18 juin       | 110 élèves de l'école élémentaire de pilotage no 23 du Mans, commandée par le lieutenant Édouard Pinot, partent le soir du 18 juin 1940, de Douarnenez, à bord du langoustier Trébouliste en direction de Falmouth. | Premier appel du général de Gaulle à la poursuite de la guerre. |
| 20 juin       | 18 sous-officiers de l'école de radio-navigants de Saint-Jean-d'Angély commandé par le capitaine Georges Goumin s'envolent à bord d'un Farman 220 pour l'Angleterre. Quatre navires marchands (Anadyr, Rhin, Forbin, Capo di Olmo) rallient les forces Alliées à Gibraltar. | |
| 22 juin       | | Signature de l'armistice. |
| 24 juin       | En Tunisie, le sous-marin Narval, sous les ordres du commandant François Drogou, quitte son port d'attache de Sousse avec la majorité de l'équipage et se réfugie à Malte. | |
| 25 juin       | | Entrée en vigueur de l'armistice. |
| 27 juin       | Après avoir tenté en vain de maintenir ses troupes dans la guerre aux côtés des Alliés, le colonel Edgard de Larminat, chef d'état major du commandant en chef des forces Françaises du Levant, désavoué par son supérieur, est emprisonné mais s'évade le 27 juin 1940 et passe par la Palestine pour rejoindre les FFL. Le médecin-général inspecteur Adolphe Sicé, directeur du Service de santé de l'AEF, au Cameroun se range du côté gaulliste. Le chef de bataillon Diego Brosset, s'engage à Bogota en Colombie et rejoint les FFL. 120 hommes de la compagnie du capitaine Raphaël Folliot, du 24e régiment d'infanterie coloniale, quittent le Liban et passent en Égypte. Le sous-marin Narval commandé par le capitaine de corvette François Drogou est le premier bâtiment de guerre à répondre à l’Appel du général de Gaulle. | |
| 28 juin       | Reconnaissance du général de Gaulle, par le gouvernement britannique, comme chef des Français qui continuent la guerre. René Mouchotte s'envole à bord d'un Caudron C.440 Goéland d'Oran en Algérie pour rejoindre Gibraltar emmenant avec lui Émile Fayolle, Charles Guérin, Henry Lafont, les sous-lieutenants observateurs Georges Heldt, André Sorret et le sergent-chef mitrailleur Duval. | |
| 29 juin       | Le sous-marin Rubis sous le commandement du capitaine de frégate Georges Cabanier effectue un mouillage de mines à l’intérieur du fjord de Trondheim, sur les côtes de Norvège. À son retour, il est saisi, sans incident, le 3 juillet 1940 par la Royal Navy. | |
| 30 juin       | L'amiral Émile Muselier rejoint les FFL. En Angleterre, parmi les troupes` ayant combattu à Narvik en Norvège, 900 hommes de la demi-brigade de la Légion étrangère, commandés par le lieutenant-colonel Raoul Magrin-Vernerey, 60 chasseurs alpins des 5e et 27e demi-brigades font le choix de reprendre le combat. | |
| 1er juillet   | Le capitaine André Dewavrin, dit Passy, est nommé chef des services secrets (2e et 3e bureaux) de la France libre. Une partie d'un escadron de spahis à cheval du 1er régiment de spahis marocains, commandé par le capitaine Paul Jourdier, rejoint les Forces françaises libres en Palestine. | |
| 3 juillet     | Henri Bouquillard rejoint les FFL à partir du Maroc. | Avant l'aube, les navires français réfugiés en Grande Bretagne sont saisis par les Britanniques lors de l'opération Catapult. Attaque d'une escadre française composée notamment de 4 bâtiments de ligne à Mers el-Kébir par la flotte britannique, causant la mort de 1 297 marins français : bataille de Mers el-Kébir. |
| 6 juillet     | À Bobo-Dioulasso, en Haute-Volta, une batterie d'artillerie du 6e régiment d'artillerie coloniale commandée par le capitaine Jean-Claude Laurent-Champrosay rejoint les FFL en passant en Côte-de-l'Or britannique,. | |
| 10 juillet    | | Vote des pleins pouvoirs constituants à Philippe Pétain. |
| 14 juillet    | De Gaulle passe en revue à Londres un détachement des Forces françaises libres (FFL). | |
| 17 juillet    | Jacques Mansion, premier espion de la France libre envoyé en France occupée. | |
| 22 juillet    | Le gouverneur Henri Sautot rallie à la France libre l'administration française des Nouvelles-Hébrides. | |
| 23 juillet    | Loi d'exception sur la déchéance de la nationalité française, pour ceux qui se sont rendus à l'étranger sans ordre de mission régulier. | |
| 25 juillet    | Le capitaine de Hauteclocque, de l'état-major de la 5e DI qui capturé pendant la bataille de France (le 15 juin) parvient à s'échapper le 17 juin et rejoint Londres et se présente au général de Gaulle le 25 juillet, où il s'engage sous le nom de Leclerc. | |
| 2 août        | Condamnation à mort et à la confiscation des biens de Charles de Gaulle. Le général Paul Legentilhomme, qui quitte la Côte des Somalis le 2 août 1940 et rejoint les FFL. Ralliement du premier diplomate de carrière en poste à l'étranger (Uruguay), Albert Ledoux, à la France libre. | |
| 7 août        | Signature de la Convention entre le général de Gaulle et le Royaume-Uni. | |
| 26 août       | Ralliement de la première colonie africaine, le Tchad par le gouverneur Félix Éboué. | |
| 27 – 28 août  | Ralliement du bloc AEF-Cameroun, à l'exception du Gabon. | |
| 31 août       | Le corps expéditionnaire des Forces françaises libres (FFL), le général de Gaulle à sa tête, quitte l'Angleterre sur deux cargos : le Pennland et le Westernland. | |
| 1er septembre | Établissements français de l'Océanie : une consultation populaire organisée à Tahiti et Moorea donne une quasi-unanimité en faveur du ralliement à de Gaulle. | |
| 2 septembre   | Ralliement des Établissements français de l'Océanie, à la suite de la formation d’un gouvernement provisoire, et l'éviction du gouverneur Frédéric Chastenet de Géry. | |
| 7 septembre   | Ralliement des Établissements français de l'Inde. | |
| 17 septembre  | Le général Georges Catroux arrive à Londres et se rallie à la France libre. | |
| 19 septembre  | Ralliement de la Nouvelle-Calédonie. | |
| 23 septembre  | Échec à Dakar, de la tentative de ralliement du Sénégal. | |
| 18 octobre    | Ralliement du général Catroux à la France libre. | |
| 24 octobre    | | Entrevue de Montoire entre Pétain et Hitler, et annonce de la « Collaboration » pour accélérer la défaite britannique. |
| 27 octobre    | Création du Conseil de défense de l'Empire, par ordonnance de Brazzaville et début de la campagne du Gabon sous le commandement de Leclerc. | |
| 30 octobre    | La déclaration de Pétain est comprise comme une déclaration de guerre contre eux, par les Français libres. | Déclaration de Pétain à la radio, appelant à la collaboration et affirmant la nécessité « d’éteindre les divergences de l’opinion, de réduire les dissidences de ses colonies ». |
| 12 novembre   | Fin de la campagne du Gabon. Le Gabon est entièrement contrôlé par la France libre qui y installe un nouveau gouverneur. | |
| 28 novembre   | Le général Georges Catroux est nommé représentant de la France libre au Levant. | |
| 8 décembre    | Retrait de la nationalité française du général de Gaulle. | |
| 24 décembre   | Reconnaissance britannique du Conseil de défense de l'Empire constitué par le général de Gaulle. | |

### 1941
| Date              | Événements | Contexte historique |
| ----------------- | --- | --- |
| 20 février        | La brigade française libre d'Orient commandée par le colonel Magrin-Vernerey dit Monclar, entre en campagne en Érythrée et est victorieuse à Kub Kub. | |
| 1er mars          | La Colonne Leclerc enlève l'oasis de Koufra. Leclerc y prête le serment de ne pas déposer les armes avant d'avoir libéré Strasbourg. | |
| 8 avril           | En Érythrée, victoire des FFL à Massaoua. | |
| 10 avril          | Le Général Georges Catroux est condamné à mort par contumace par le gouvernement de Vichy. | |
| 14 mars – 31 août | Séjour de Charles de Gaulle en Afrique et au Moyen-Orient. | |
| 2 mai             | | Coup d'État anti-britannique en Irak. |
| 6 mai             | | Ordres de Darlan et de Pétain au général Dentz d'accueillir en Syrie les avions allemands et de délivrer des stocks d'armes français aux Irakiens combattant les Britanniques. |
| 9 mai             | | Au Levant, après autorisation du gouvernement de Vichy, atterrissage à Damas des premiers appareils allemands.                                                                 |
| 13 mai            | | 1re livraison de 300 tonnes d'armes de l'armée du Levant aux Irakiens se battant contre l’armée britannique                                                                    |
| 28 mai            | | Signature des protocoles de Paris, par l'amiral Darlan. |
| 7 juin            | Sous le nom de première division légère française libre et sous le commandement du général Legentilhomme les FFL et les Britanniques entrent en Syrie en juin 1941 et combattent les forces françaises restées fidèles au régime de Vichy. Elles entrent victorieuses dans Damas le 21 juin 1941. | Début de l’intervention des FFL et des Britanniques en Syrie pour contrer l'installation allemande au Levant.                                                                  |
| 22 juin           | | Début de l'invasion de l'URSS par l'Allemagne et entrée en guerre de l'URSS.                                                                                                   |
| 14 juillet        | Armistice de Saint-Jean-d'Acre, accordé par les Britanniques aux conditions exigées par Dentz, en présence des Français libres. | |
| 14 août           | | Charte de l’Atlantique. |
| 29 août           | Exécution d'Honoré d'Estienne d'Orves, officier de la France libre, en mission en France. | |
| 24 septembre      | Institution du Comité national français de Londres (CNF). | |
| 26 septembre      | Reconnaissance du CNF par l’URSS. | |
| 23 octobre        | Charles de Gaulle à la BBC invite la Résistance de stopper, dans l'immédiat, les attentats anti-Allemands. | |
| 7 décembre        | | Attaque japonaise contre la flotte de Pearl Harbor et entrée en guerre des États-Unis.                                                                                         |
| 24 décembre       | Ralliement de Saint-Pierre-et-Miquelon par les FNFL de l'amiral Émile Muselier, sans l'accord des États-Unis et du Canada Nomination de Jean Moulin, venu de France, comme délégué du Comité national pour la zone non occupée.                                                                   | |

### 1942
| Date                    | Événements | Contexte historique |
| ----------------------- | --- | --- |
| 18 février              | Perte corps et biens (130 hommes) du croiseur sous-marin Surcouf dans la mer des Antilles à la suite d'un abordage avec un cargo américain ou bombardé par méprise par un avion de l'US Air Force.                                                         | |
| 27 février              | 1er ramassage par avion d'un agent du BCRA, le colonel Rémy en France occupée. | |
| 3 mars                  | L'amiral Muselier quitte le Comité national. | |
| Fin mars                | Ramassage aérien en France de Christian Pineau, syndicaliste et dirigeant de Libération-Nord. | |
| 18 avril                | | Retour au pouvoir de Pierre Laval. |
| 28 avril                | Déclaration Manifeste de De Gaulle aux mouvements de résistance. | |
| Mai                     | Ramassage aérien en France d’Emmanuel d’Astier, chef de Libération-Sud et de Philippe Roques. | |
| 5 mai                   | | À Madagascar, les britanniques déclenchent l'opération Ironclad. |
| 9 – 10 mai              | Destruction de la grande antenne de l'émetteur d'Allouis (Radio-Allouis) par 2 parachutistes FFL. | |
| 26 mai – 11 juin        | Bataille de Bir-Hakeim, où la brigade française libre du général Kœnig donne le temps à la 8e armée britannique en déroute de se retrancher à El-Alamein, en détruisant de nombreux blindés ennemis, et en retardant l'Afrika Korps de Rommel de 12 jours. | |
| 30 juin                 | | Fin de l’offensive Rommel, à El-Alamein. |
| 9 juillet               | Reconnaissance américaine du Comité national « comme symbole de la résistance française ». | |
| 14 juillet              | La « France libre » devient « France combattante ». | |
| Fin juillet             | Ramassage aérien en France d’André Philip. André Philip remplace André Diethelm, comme commissaire à l’Intérieur. | |
| 19 août                 | Débarquement anglo-canadien de Dieppe auquel participent les FNFL. | |
| 3 septembre             | Extension du prêt-bail à la France combattante. | |
| 28 septembre            | | Reconnaissance soviétique du Comité national « comme ayant seule qualité pour organiser la participation des citoyens et des territoires français à l’effort de guerre ». |
| 23 octobre – 4 novembre | Seconde bataille d'El Alamein à laquelle participent les 1re et 2e brigades françaises libres. | |
| 8 novembre              | | Débarquement allié en Afrique du Nord (opération Torch). Putsch du 8 novembre 1942, à Alger, avec arrestation des généraux Juin et Darlan et neutralisation du XIXe corps d'armée vichyste par 400 résistants. Reddition d'Alger, à 17 heures, par François Darlan et Alphonse Juin encerclés par les forces alliées. |
| 8 – 11 novembre         | | Résistance sanglante de l’armée d’Afrique au débarquement allié, au Maroc et à Oran. Livraison sans combat, par la même armée d’Afrique, de toute la Tunisie aux Germano-Italiens. |
| 11 novembre             | | Livraison sans combat par l’armée d’armistice de toute la zone non occupée aux Germano-Italiens. |
| 13 novembre             | | Constitution par François Darlan à Alger d'un gouvernement, reconnu par les États-Unis, pour l'Afrique du Nord et l'AOF, sous l'intitulé de « Haut Commissariat en Afrique ». Constitution d'un « Conseil impérial » composé, avec Darlan et Bergeret, des proconsuls vichystes d'Afrique du Nord et d'AOF (Noguès, Châtel et Boisson). maintien des lois d’exception et des camps de concentration de Vichy, en Afrique du Nord sous contrôle américain, en dehors de toute pression allemande. Darlan prétend gouverner « au nom du maréchal empêché », bien qu'étant condamné par Vichy. |
| 22 novembre             | | Accords Clark-Darlan. |
| 27 novembre             | | Sabordage de la flotte française à Toulon. |
| 28 novembre             | Ralliement forcé à la France combattante de la Côte française des Somalis. | |
| 30 novembre             | Ralliement à la France combattante de l'île de La Réunion. | |
| 14 décembre             | Transfert de Madagascar à la France combattante par les Britanniques. | |
| 24 décembre             | | Meurtre de l’amiral François Darlan par Fernand Bonnier de La Chapelle. |
| 25 décembre             | De Gaulle propose sans succès une rencontre à Giraud. | Élection de Giraud par le « Conseil Impérial », comme Haut-commissaire et maintien de la législation de Vichy. |

### 1943
| Date            | Événements | Contexte historique |
| --------------- | --- | --- |
| Janvier         | Unification des 3 principaux mouvements de résistance de zone sud, au sein du M.U.R. | |
| 13 janvier      | Arrivée de la colonne Leclerc en Tunisie, après la conquête du Fezzan et la prise à revers de la ligne Mareth par les Forces françaises libres (FFL). | |
| 14 – 24 janvier | Conférence de Casablanca (1943), dite aussi « conférence d'Anfa ». De Gaulle y rencontre Giraud. | |
| 31 janvier      | | création de l'Organisation de résistance de l'armée (ORA), commandée par le général Aubert Frère. |
| 1er février     | Reformation de la 1re division française libre sous le commandement du général de Larminat, à partir de la 1re brigade du général Koenig et de la 2e brigade du colonel Brosset. Formation en AEF de 5 nouveaux bataillons français libres.                                                                                              | |
| 2 février       | | Capitulation allemande à Stalingrad. |
| 21 février      | Nomination de Jean Moulin comme délégué général du Comité national pour toute la France occupée. | |
| 5 mars          | Le bataillon d'infanterie de marine et du Pacifique et la colonne volante remportent la victoire de Médenine (Tunisie). | |
| 14 mars         | Discours de Giraud renonçant à la législation de Vichy… sauf à la législation Antisémitisme. | |
| 26 mars         | Création du Comité de coordination des 5 principaux mouvements de résistance de zone Nord, par Pierre Brossolette. | |
| 28 mars         | La Force L (Leclerc) s'empare de Gabès. | |
| 31 mars         | | Ferhat Abbas lance le Manifeste du peuple algérien. |
| 1er avril       | Arrivée à Alger de la Mission Catroux. | |
| 7 mai           | | Prise de Bizerte et de Tunis. |
| 27 mai          | Apport par le CNR de son appui à de Gaulle. | Constitution en France du Conseil national de la Résistance (CNR), regroupant les principaux mouvements de résistance, tendances politiques et syndicats.                                                       |
| 30 mai          | Arrivée du général de Gaulle à Alger. | |
| 2 juin          | Manifestation de masse en faveur de Charles de Gaulle, à Alger. | |
| 3 juin          | Constitution du Comité français de la Libération nationale (CFLN), avec coprésidence de Giraud et de De Gaulle. | |
| 21 juin         | | Ralliement forcé dans le camp des Alliés de la flotte d'Alexandrie (Égypte), sur la menace de Churchill de ne plus payer les soldes de ses équipages.                                                           |
| 30 juin         | | Rentrée en guerre des Antilles, à la suite de violentes manifestations populaires contre l'amiral vichyste Robert (et après le sabotage sur ses ordres d'une partie de la flotte et de la totalité des avions). |
| 2 – 23 juillet  | | Visite de Giraud aux États-Unis. |
| 6 juillet       | Sous la présidence du général de Gaulle, le CFLN adopte une ordonnance « relative à la légitimité des actes accomplis pour la cause de la libération de la France et à la révision des condamnations intervenues pour ces faits », concernant l'ensemble de la Résistance française (Forces françaises libres et Résistance intérieure). | |
| 10 juillet      | | Débarquement allié en Sicile (opération Husky). |
| 25 juillet      | | Chute de Mussolini. |
| 31 juillet      | Présidence politique du CFLN par le général de Gaulle (Giraud restant président militaire). | |
| 1er août        | Fusion avec l'armée d'Afrique des Forces françaises libres (FFL) qui cessent donc officiellement d'exister. | |

## Archives
Les Archives nationales conservent une bonne partie des archives de la France libre, dont les archives dites « civiles » du BCRA. Des fonds sont également disponibles aux Archives du ministère des Affaires étrangères. Les archives du maréchal Leclerc, de la 2e DB et des évadés de France par l'Espagne sont conservées au Mémorial du maréchal Leclerc de Hauteclocque et de la libération de Paris, ainsi que divers fonds privés ; celles des autres unités des Forces françaises libres (FFL) au Service historique de la défense (SHD), de même que les archives dites « militaires » du BCRA et le fichier général des FFL. Des documents sont disponibles dans les dossiers des compagnons de la Libération constitués au musée de l’ordre de la Libération, installé aux Invalides. Les archives du général de Gaulle ont été versées aux Archives nationales, la Fondation Charles-de-Gaulle disposant également d'un fonds. Plusieurs autres personnalités de la France libre disposent également de fonds privés. Ainsi, les papiers de l'amiral Georges Thierry d'Argenlieu ont été confiés par ses héritiers aux Archives nationales en 1991.

## Voir aussi

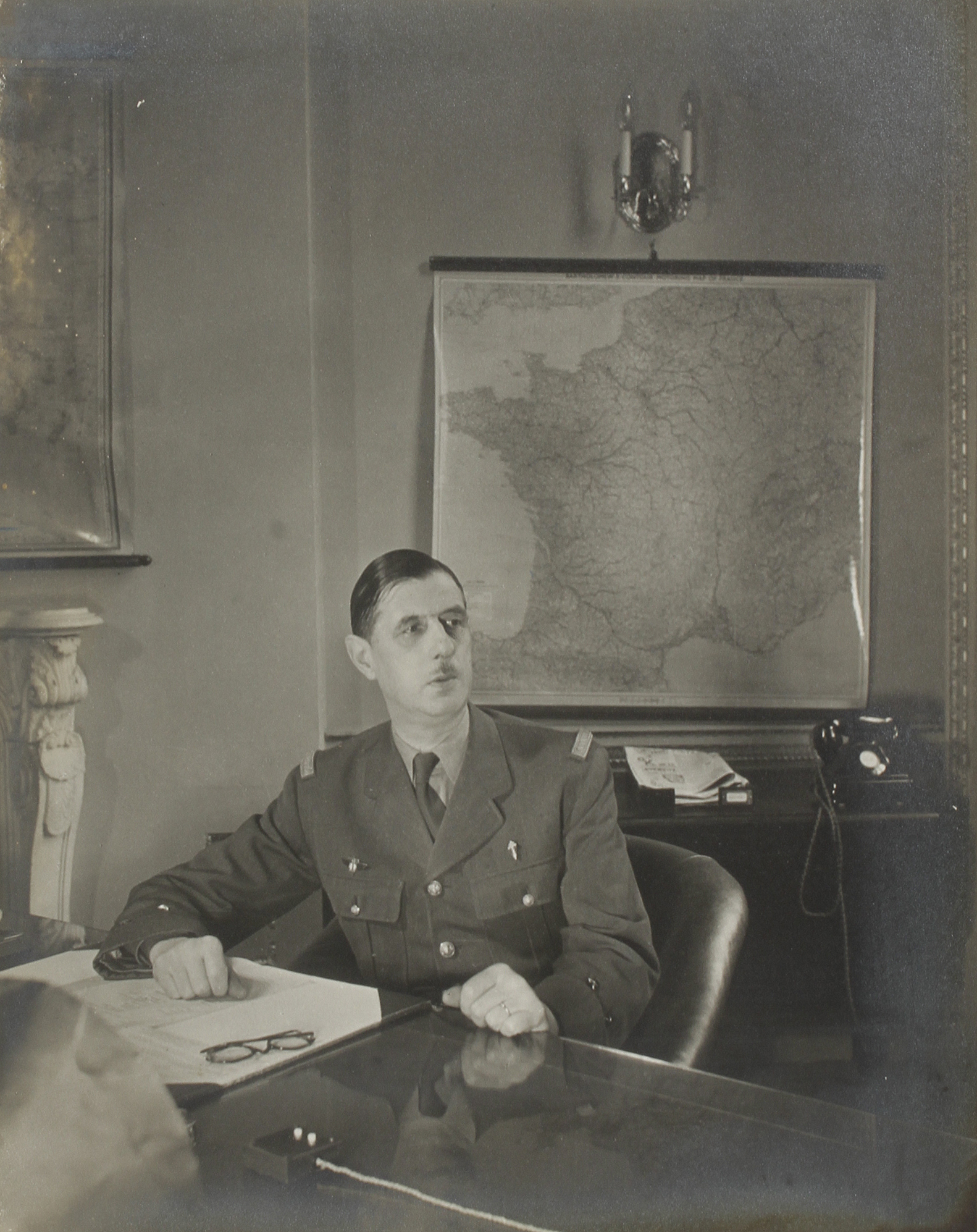
Le général de Gaulle dans son bureau de la France libre à Londres en 1942.

### Sources primaires
- Le Journal Officiel de la France libre, réédité par la Direction des journaux officiels en 1995.

#### Mémoires
- Charles de Gaulle, Mémoires de guerre :
  - Volume I - L'Appel, 1940-1942, Paris, 1954,
  - Volume II - L'Unité, 1942-1944, Paris, 1956,
  - Volume III - Le Salut, 1944-1946, Paris, 1959.
- La Mémoire des Français libres - Hommes et combats, compilation en 7 tomes des articles historiques publiés depuis 1945 dans la Revue de la France libre, Fondation de la France libre, 2002.
- Jacques Soustelle, Envers et contre tout, tomes I et II, Robert Laffont, Paris, 1950.